# Диоскорея кавказская
Диоскоре́я кавка́зская (лат. Dioscoréa caucásica) — растение; вид рода Диоскорея (Dioscorea) семейства Диоскорейные (Dioscoreaceae).

## Ботаническое описание

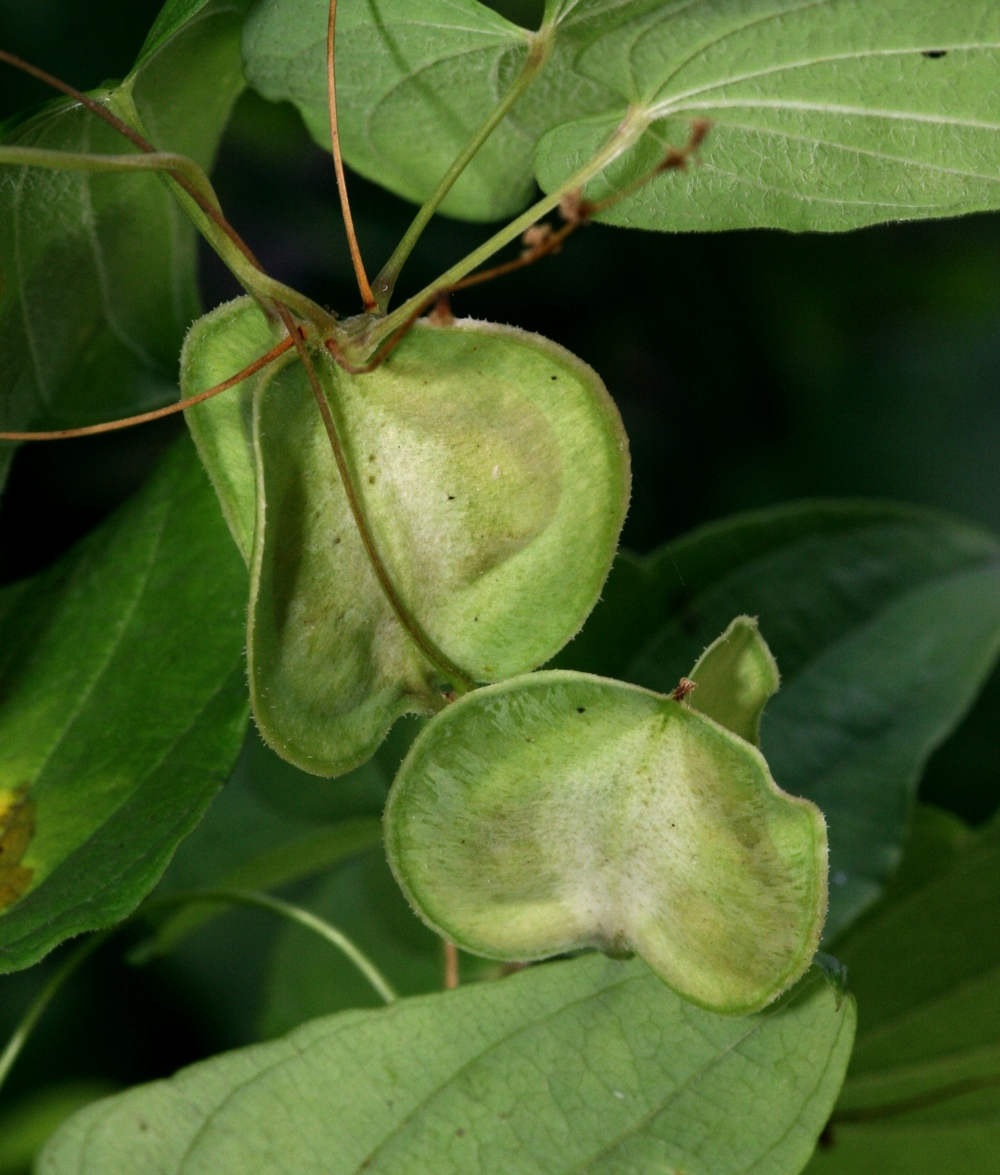
Плоды

Диоскорея кавказская — многолетняя травянистая лиана с вьющимися стеблями до 4 м высоты.
Корневище горизонтальное, длинное, ветвистое, толстое.
Листья черешковые, серцевидно-яйцевидные, заострённые, со слабо опушённой нижней поверхностью пластинки; край слегка выемчатый, с 9—13 дуговидными жилками. Листорасположение в нижней части побега мутовчатое, в верхней — очерёдное.
Цветки мелкие (3—4 мм в диаметре), однополые, двудомные, с зеленоватым околоцветником, мужские — в простых или ветвистых пазушных колосьях, женские — в кистях. Цветёт в конце мая — июне.
Плод — коробочка 2,5—3,3 см в диаметре с тремя перепончатыми крыльями. Плодоносит в июле — сентябре.
Возобновление вегетативное и семенное.

## Распространение и среда обитания
Диоскорея кавказская — реликтовое растение, и ареал её невелик. Встречается в основном в западных районах Закавказья в нижнем лесном поясе на высоте 400—1000 м (по данным Красной книги РСФСР, до 1600 м) над уровнем моря (Абхазия и Адлерский район Краснодарского края от реки Кодори до реки Мзымты).
Растёт в сухих дубовых и дубово-грабовых лесах, зарослях кустарников, на выходах скал. Почти повсеместно приурочена к маломощным карбонатным почвам, предпочитает склоны южных экспозиций.
Общая территория распространения составляет примерно 15 000 га, из которых промысловым значением обладает значительно меньшая часть.

## Запасы
В силу малой распространённости вида в естественной среде запасы лекарственного сырья очень ограничены (в 1983 году общий биологический запас корневищ дикорастущей диоскореи не превышал 500 т, что при среднегодовом объёме заготовок в 30—40 т грозило истощением природных запасов в течение 10 лет), и в 1980-е годы предпринимались шаги по культивированию диоскореи кавказской, не увенчавшиеся на этом этапе успехом, что привело к уменьшению сборов дикорастущей диоскореи. Наибольшие запасы сырья в 1980-е годы были сосредоточены в Гагрском районе.
Средний вес корневищ на промысловых зарослях для растений в возрасте 10—20 лет составляет от 10 до 50 г, в то время как на участках, ранее не использовавшихся для заготовок, сырой вес корневищ в возрасте 15—20 лет может достигать 100—135 г, а в отдельных случаях превышать 200 г. Восстановление запасов происходит медленно, в естественных условиях составляя 15—20 лет. Среднегодовой прирост на побег составляет от 1 до 9 г сырого веса (от 5 до 33 кг на гектар зарослей, что на всей территории ареала составляет 75 т сырого или 37,5 т сухого сырья в год).

## Сбор и сушка
Заготовка диоскореи кавказской ведётся весной или поздней осенью, во время плодоношения. После того как растение выкапывают киркой, наземные части срезаются, с корневищ удаляется земля и поражённые гнилью участки. Корневища режут на тонкие куски 2—4 мм толщиной и 5—7 см длиной и сушат в тёмном месте, разложив их тонким слоем, или в сушилках.

## Химический состав
Диоскорея кавказская является самым ценным видом рода Диоскорея, так как содержит втрое больше стероидных гликозидов (до 25 %) в корневище, чем диоскорея ниппонская. Основную часть сапонинов составляет диосцин, расщепляющийся на глюкозу, рамнозу и диосгенин. Известно, что сапонины, содержащиеся в диоскорее, соединяются как с холестерином, так и с белками крови. Они разрушают белково-липоидный комплекс, который является основой развития атеросклеротических изменений.

## Применение в медицине
В официальной медицине диоскорея кавказская рекомендуется при атеросклерозе сосудов головного мозга. При этом, как правило, уменьшаются или исчезают головная боль, раздражительность, утомляемость, шум в ушах, улучшается настроение, сон, память, улучшается зрение. Настойка диоскореи кавказской снижает уровень холестерина, обладает сосудорасширяющим действием, снижает кровяное давление. Настой улучшает функцию сердца, снижает приступы стенокардии, улучшает коронарный кровоток (в сердце), замедляет пульс (снимает тахикардию), то есть показан при учащённом сердцебиении. Расширяет периферические сосуды. Корневища входили также в состав желчегонных препаратов. Могут служить источником диосгенина — полупродукта для синтеза гормональных препаратов.
Настойку применяют в гомеопатии при геморрое и желудочных болях.